# 니시이치정
니시이치정(西市町)은 야마구치현 도요우라군에 있던 정이다. 현재의 시모노세키시에 해당한다.

## 역사
- 1889년 4월 1일 - 정촌제 시행에 의해 도요우라군 도요다오쿠촌이 성립하였다.
- 1899년 4월 1일 - 니시이치촌으로 개칭되었다.
- 1924년 2월 11일 - 정으로 승격해 니시이치정이 되었다.
- 1933년 3월 20일 - 도노이촌, 도요타나카촌, 도요타시모촌과 합병해 도요타정이 성립, 동일 니시이치정이 폐지되었다.

## 교통

### 철도
- 나가토 철도
  - 나가토 철도선 (1956년 폐선)

## 참고문헌
- 角川日本地名大辞典 35 山口県